# Babis Douloudis
Charalambos „Babis“ Douloudis (griechisch Μπάμπης oder Χαράλαμπος Δουλούδης, * 28. Juni 1981 in Göttingen, Deutschland) ist ein ehemaliger deutsch-griechischer Basketballspieler mit deutscher Staatsbürgerschaft.

## Laufbahn
Der 1,88 m große und 85 kg schwere Aufbauspieler durchlief die Jugendabteilung seines Heimatvereins BG 74 Göttingen. Angefangen bei 1. SC Göttingen 05 in seinem siebten Lebensjahr, wechselte er 1990 zu BG 74 wo er weiter Basketballerfahrung sammelte und unter anderem 1996 Deutscher Jugendmeister wurde. Nach neun Jahren bei der BG wechselte er im Jahr 2000 zunächst zur Mannschaft Cologne 99ers, mit der er zweimal aufstieg und dann mit dem Team unter dem Namen RheinEnergie Köln in der ersten Basketball-Bundesliga spielte. Aus privaten Gründen folgte nach einem kurzen Auftritt in Rhöndorf (2001/02) der Wechsel zurück nach Göttingen. Dort erhielt er aber kaum Spielpraxis und wechselte für zwei Jahre zur SG Braunschweig und war Leistungsträger in der 2. Bundesliga. Nach diesen zwei Jahren ging er 2005 für ein Jahr nach USC Freiburg, wurde aber vor der Saison 2006/2007 erneut von der BG 74 Göttingen zurückgeholt. Douloudis erzielte am 24. März 2007 beim entscheidenden Spiel um den Aufstieg in die 1. Bundesliga gegen den Mitteldeutschen BC in der letzten Sekunde einen Dreier und sicherte so Göttingen den Aufstieg.
In der Saison 2008/09 spielte er für den UBC Hannover in der 2. Bundesliga ProB, erzielte 19 Punkte im Schnitt und wurde auch dort seinem alten Spitznamen Babis „Threeloudis“ gerecht, den er aufgrund seiner Stärken als Distanzwerfer erhalten hatte.

## Studium
Von 2006 bis 2009 studierte Babis Douloudis an der Privaten Fachhochschule Göttingen.

## Stationen
- BG 74 Göttingen
- RheinEnergie Köln
- SG Braunschweig
- SOBA Dragons Rhöndorf
- UBC Hannover Tigers